# La marca en la pared
La marca en la pared es el primer cuento publicado por Virginia Woolf. Fue publicado en 1917 como parte de la primera colección de cuentos escrita por Virginia Woolf y su esposo, Leonard Woolf, llamada Dos relatos. Posteriormente se publicó en Nueva York en 1921 como parte de otra colección titulada Lunes o Martes.

## Resumen
La marca en la pared está escrita en primera persona, como un monólogo de "corriente de conciencia". El narrador observa una marca en la pared y reflexiona sobre el funcionamiento de la mente. En este cuento se exploran temas de religión, autorreflexión, naturaleza e incertidumbre. El narrador recuerda el desarrollo de los patrones de pensamiento, comenzando en la niñez.

## Recepción
El estilo del cuento ha sido analizado con frecuencia por escritores literarios y se utiliza como un ejemplo de escritura introspectiva.
La historia sirvió de base para el teatro musical La marca en la pared de Stepha Schweiger, que se estrenó en 2017 en Tête à Tête - The Opera Festival de Londres en la Royal Academy of Dramatic Arts.

## Publicación
La marca en la pared se ha incluido en varias antologías.
- Woolf, Virginia. "Una marca en la pared". La antología Norton de literatura inglesa. vol. Alimentados. 8ª ed. Ed. Stephen Jahan Ramazani; Greenblatt; MH Abrahms; Jon Stallworthy. Nueva York: WW Norton, 2005.
- Woolf, Virginia. "Una marca en la pared". Casa encantada y otros cuentos. Hogarth Press, Londres, 1944.[7]
- Woolf, Virginia. (28 de marzo de 2014). Lunes o martes: Ocho Cuentos. Inicio Clásicos. páginas. 39–.ISBN 978-1-60977-494-3 .
- Woolf, Virginia. "La marca en la pared". La colección Wordsworth de cuentos clásicos. Ediciones de Wordsworth, 2007. págs.1334.